# 双溪爪夷
双溪爪夷是威南县的政府所在地。大部分威南县的政府机关皆坐落于此。该区域下有爪夷村和华都村。

## 区
- 双溪爪夷
- 华都村
- 爪夷村
- 樟角村

## 教育
华裔居民大多数都前往临近的爪夷村华小就读。

### 学校
- 爪夷国民小学（SK Jawi）

## 基建

### 购物中心
- 爪夷宜康省

## 花园
- 双溪爪夷花园 （Taman Sungai Jawi）
- Taman Desa Jawi
- Taman Jawi Jaya
- 松花园
- 美兰园（Taman Gamelan Indah）